# Montón
Montón település Spanyolországban,  Zaragoza tartományban. Montón Acered, Fuentes de Jiloca, Miedes de Aragón, Villafeliche és Atea községekkel határos. Lakosainak száma 96 fő (2024).

## Népesség
A település népessége az utóbbi években az alábbiak szerint változott:
| Lakosok száma | 141  | 144  | 123  | 129  | 133  | 114  | 94   | 94   | 86   | 96   |
|               | 2001 | 2004 | 2007 | 2009 | 2012 | 2014 | 2017 | 2019 | 2022 | 2024 |